# Toni Tapalović
Toni Tapalović   (Gelsenkirchen, 10 d'octubre de 1980) és un entrenador de futbol i exfutbolista alemany que actualment exerceix d'entrenador assistent al Futbol Club Barcelona.

## Trajectòria
Tapalović va començar la seva carrera l'any 1986 al Fortuna Gelsenkirchen. El 1990 va passar a l'equip juvenil del FC Schalke 04 i, més endavant, va signar un contracte professional de dos anys fins al 2001, però es va haver de retirar l'agost de 1999 a causa d'una lesió al menisc. El 2002 es va traslladar al VfL Bochum, on va romandre-hi fins al gener de 2004. En els dos equips on va jugar a la Bundesliga va ser porter suplent. El gener de 2004 es va unir al KFC Uerdingen 05 de la Regionalliga West, on va jugar fins al juny de 2005.
El desembre de 2005 Tapalović es va incorporar a l'Kickers Offenbach de la segona divisió alemanya, però no va jugar. El 2006 va tornar al FC Schalke 04. Després de la marxa de Frank Rost el gener de 2007, Tapalović va tornar a ser el porter suplent de l'equip. El 2010 es va incorporar al segon equip de l'FSV Mainz 05. Finalment, l'octubre de 2010 Tapalović es va retirar després que una prova mèdica li confirmés un trencament del lligament creuat anterior i un trencament del lligament lateral intern del genoll que l'obligava a estar sis mesos de baixa.
L'1 de juliol de 2011 va ser nomenat entrenador de porters del FC Bayern de Múnic. Va tenir contracte amb el Bayern fins al 30 de juny de 2021 que va ampliar fins al 2023, gràcies a l'èxit de treballar amb el porter Manuel Neuer.